# Queyrac
Queyrac település Franciaországban, Gironde megyében. Lakosainak száma 1357 fő (2022. január 1.). Queyrac Jau-Dignac-et-Loirac, Bégadan, Civrac-en-Médoc, Gaillan-en-Médoc, Vendays-Montalivet és Vensac községekkel határos.

## Népesség
A település népességének változása:
| Lakosok száma | 1099 | 1127 | 1129 | 1318 | 1377 | 1363 | 1382 | 1367 | 1360 | 1357 |
|               | 1968 | 1982 | 1990 | 2006 | 2013 | 2015 | 2017 | 2019 | 2020 | 2022 |